# Étienne Albert Duboys Fresney
Pour les articles homonymes, voir Duboys-Fresney.
Étienne Albert Duboys Fresney est un homme politique français né le 7 avril 1837 à Laval (Mayenne) et décédé le 23 juillet 1907 à Paris

## Biographie

### Militaire
Fils du général Étienne Duboys Fresney, ancien député et sénateur de la Mayenne, il commença ses études au lycée de Laval, les continua au collège d'Amiens, puis se prépara à Sainte-Barbe à l'École des Mines où il fut admis. Il fit des stages comme ingénieur dans le Nord, en Angleterre et en Espagne.
En 1870, il s'engagea lors de la Guerre franco-allemande de 1870, devint commandant au 66e régiment de mobiles (les Mobiles de la Mayenne). Il fit ordinairement fonction de colonel à la tête du régiment. Il s'occupa de la gestion de ses domaines agricoles et s'investit dans diverses sociétés et organismes agricoles locaux.

### Politique
Il est maire d'Origné de 1866 à son décès, conseiller général du canton de Château-Gontier de 1890 à 1907. Malgré différentes sollicitations, il ne se présente pas aux Élections législatives de 1898.
Aux Élections cantonales de 1898 dans la Mayenne, il se présente comme candidat républicain indépendant,.

#### Sénateur de la Mayenne
Il se présente aux Élections sénatoriales de 1899 sur la liste Républicaine. Ili se dit lui-même républicain conservateur et catholique. Les républicains connus jusqu'alors pour leur anticléricalisme, acceptent de soutenir la candidature d'un catholique, alors que des catholiques acceptent ce patronage républicain. Le choix du candidat Duboys-Fresney peut faire croire à un succès dans la fin de la vieille division entre conservateurs et républicains. En réalité, les résultats du scrutin révèlent la même cassure que deux ans auparavant.
Il est élu sénateur de la Mayenne aux Élections sénatoriales de 1899 sur la liste Républicaine.
Puis sur la liste de droite aux Élections sénatoriales de 1906. Il siège à droite et s'occupe essentiellement du statut des travailleurs agricoles.
L'Abbé Angot indique qu' il  garda jusqu'à sa mort la confiance de ses électeurs en dépit des influences officielles. La Gazette de Château-Gontier le présente comme un Républicain catholique, qui n’hésita pas, lorsque les circonstances le demandèrent, à affirmer ses convictions religieuses et fut, pour cela odieusement combattu par les radicaux.
A Château-Gontier, il soutint longtemps une coopérative qui donna d'excellents résultats, et favorisa toutes les œuvres chrétiennes, charitables, sociales et agricoles.

## Sources
- « Étienne Albert Duboys Fresney », dans le Dictionnaire des parlementaires français (1889-1940), sous la direction de Jean Jolly, PUF, 1960 [détail de l’édition]
- « Étienne Albert Duboys Fresney », dans Alphonse-Victor Angot et Ferdinand Gaugain, Dictionnaire historique, topographique et biographique de la Mayenne, Laval, A. Goupil, 1900-1910 [détail des éditions] (BNF 34106789, présentation en ligne), t. IV